# Box-office 2000 au Canada et aux États-Unis
Cet article traite du box-office de 2000 au Canada et aux États-Unis.

## Classement
| Rang | Titre                              | Pays | Réalisateur                | Budget en USD | Recettes      | Week End |
| ---- | ---------------------------------- | --- | -------------------------- | ------------- | ------------- | -------- |
| 1.   | Le Grinch                          | États-Unis d'Amérique                                                                                           | Ron Howard                 |               | 260 044 825 $ | 15 (fin) |
| 2.   | Seul au monde                      | États-Unis d'Amérique                                                                                           | Robert Zemeckis            |               | 233 632 142 $ | 26 (fin) |
| 3.   | Mission impossible 2               | États-Unis d'Amérique · Allemagne                                                                               | John Woo                   | 125 000 000   | 215 409 889 $ | 21 (fin) |
| 4.   | Gladiator                          | États-Unis d'Amérique · Royaume-Uni                                                                             | Ridley Scott               | 103 000 000   | 187 705 427 $ | 36 (fin) |
| 5.   | Ce que veulent les femmes          | États-Unis d'Amérique                                                                                           | Nancy Meyers               | 70 000 000    | 182 811 707 $ | 23 (fin) |
| 6.   | En pleine tempête                  | États-Unis d'Amérique                                                                                           | Wolfgang Petersen          |               | 182 618 434 $ | 23 (fin) |
| 7.   | Mon beau-père et moi               | États-Unis d'Amérique                                                                                           | Jay Roach                  |               | 166 244 045 $ | 25 (fin) |
| 8.   | X-Men                              | États-Unis d'Amérique                                                                                           | Bryan Singer               | 75 000 000    | 157 299 717 $ | 19 (fin) |
| 9.   | Scary Movie                        | États-Unis d'Amérique                                                                                           | Keenen Ivory Wayans        |               | 157 019 771 $ | 20 (fin) |
| 10.  | Apparences                         | États-Unis d'Amérique                                                                                           | Robert Zemeckis            |               | 155 464 351 $ | 28 (fin) |
| 11.  | Dinosaure                          | États-Unis d'Amérique                                                                                           | Ralph Zondag/Eric Leighton |               | 137 748 063 $ | 27 (fin) |
| 12.  | Tigre et Dragon                    | Drapeau de Taïwan · Drapeau de Hong Kong · Drapeau des États-Unis · Drapeau de la République populaire de Chine | Ang Lee                    |               | 128 078 872 $ | 31 (fin) |
| 13.  | Erin Brockovich, seule contre tous | États-Unis d'Amérique                                                                                           | Steven Soderbergh          |               | 125 595 205 $ | 21 (fin) |
| 14.  | Charlie et ses drôles de dames     | États-Unis d'Amérique                                                                                           | McG                        | 90 000 000    | 125 305 545 $ | 17 (fin) |
| 15.  | Traffic                            | États-Unis d'Amérique                                                                                           | Steven Soderbergh          | 46 000 000    | 124 115 725 $ | 25 (fin) |
| 16.  | La Famille foldingue               | États-Unis d'Amérique                                                                                           | Peter Segal                |               | 123 309 890 $ | 23 (fin) |
| 17.  | Big Mamma                          | États-Unis d'Amérique                                                                                           | Raja Gosnell               |               | 117 559 438 $ | 22 (fin) |
| 18.  | Le Plus Beau des combats           | États-Unis d'Amérique                                                                                           | Boaz Yakin                 |               | 115 654 751 $ | 22 (fin) |
| 19.  | The Patriot                        | Allemagne · États-Unis d'Amérique                                                                               | Roland Emmerich            |               | 113 330 342 $ | 16 (fin) |
| 20.  | Chicken Run                        | Royaume-Uni | Peter Lord/Nick Park       |               | 106 834 564 $ | 19 (fin) |
| 21.  | Miss Détective                     | États-Unis d'Amérique                                                                                           | Donald Petrie              |               | 106 807 667 $ | 21 (fin) |
| 22.  | 60 secondes chrono                 | États-Unis d'Amérique                                                                                           | Dominic Sena               |               | 101 648 571 $ | 25 (fin) |

## Box-office par week-end
| #  | Date               | Film no 1                          | Recettes     |
| -- | ------------------ | ---------------------------------- | ------------ |
| 1  | 7 janvier 2000     | Stuart Little                      | 11 214 503 $ |
| 2  | 14 janvier 2000    | Next Friday                        | 14 465 156 $ |
| 3  | 21 janvier 2000    | Next Friday                        | 8 009 943 $  |
| 4  | 28 janvier 2000    | Voyeur                             | 5 959 447 $  |
| 5  | 4 février 2000     | Scream 3                           | 34 713 342 $ |
| 6  | 11 février 2000    | Scream 3                           | 16 318 053 $ |
| 7  | 18 février 2000    | Mon voisin le tueur                | 13 731 070 $ |
| 8  | 25 février 2000    | Mon voisin le tueur                | 9 563 311 $  |
| 9  | 3 mars 2000        | Mon voisin le tueur                | 7 174 183 $  |
| 10 | 10 mars 2000       | Mission to Mars                    | 22 855 247 $ |
| 11 | 17 mars 2000       | Erin Brockovich, seule contre tous | 28 138 465 $ |
| 12 | 24 mars 2000       | Erin Brockovich, seule contre tous | 18 545 755 $ |
| 13 | 31 mars 2000       | Erin Brockovich, seule contre tous | 13 798 460 $ |
| 14 | 7 avril 2000       | L'Enfer du devoir                  | 15 011 181 $ |
| 15 | 14 avril 2000      | L'Enfer du devoir                  | 10 933 627 $ |
| 16 | 21 avril 2000      | U-571                              | 19 553 310 $ |
| 17 | 28 avril 2000      | U-571                              | 12 203 655 $ |
| 18 | 5 mai 2000         | Gladiator                          | 34 819 017 $ |
| 19 | 12 mai 2000        | Gladiator                          | 24 645 129 $ |
| 20 | 19 mai 2000        | Dinosaure                          | 38 854 851 $ |
| 21 | 26 mai 2000        | Mission impossible 2               | 57 845 297 $ |
| 22 | 2 juin 2000        | Mission impossible 2               | 27 016 029 $ |
| 23 | 9 juin 2000        | 60 secondes chrono                 | 25 336 048 $ |
| 24 | 16 juin 2000       | Shaft                              | 21 714 757 $ |
| 25 | 23 juin 2000       | Fous d'Irène                       | 24 209 385 $ |
| 26 | 30 juin 2000       | En pleine tempête                  | 41 325 042 $ |
| 27 | 7 juillet 2000     | Scary Movie                        | 42 346 669 $ |
| 28 | 14 juillet 2000    | X-Men                              | 54 471 475 $ |
| 29 | 21 juillet 2000    | Apparences                         | 29 702 959 $ |
| 30 | 28 juillet 2000    | La Famille foldingue               | 42 518 830 $ |
| 31 | 4 aout 2000        | Hollow Man                         | 26 414 386 $ |
| 32 | 11 aout 2000       | Hollow Man                         | 13 048 132 $ |
| 33 | 18 aout 2000       | The Cell                           | 17 515 050 $ |
| 34 | 25 aout 2000       | American Girls                     | 17 362 105 $ |
| 35 | 1er septembre 2000 | American Girls                     | 11 447 495 $ |
| 36 | 8 septembre 2000   | The Watcher                        | 9 062 295 $  |
| 37 | 15 septembre 2000  | The Watcher                        | 5 805 680 $  |
| 38 | 22 septembre 2000  | Urban Legend 2 : Coup de grâce     | 8 505 513 $  |
| 39 | 29 septembre 2000  | Le Plus Beau des combats           | 20 905 831 $ |
| 40 | 6 octobre 2000     | Mon beau-père et moi               | 28 623 300 $ |
| 41 | 13 octobre 2000    | Mon beau-père et moi               | 21 168 385 $ |
| 42 | 20 octobre 2000    | Mon beau-père et moi               | 16 015 185 $ |
| 43 | 27 octobre 2000    | Mon beau-père et moi               | 15 048 475 $ |
| 44 | 3 novembre 2000    | Charlie et ses drôles de dames     | 40 128 550 $ |
| 45 | 10 novembre 2000   | Charlie et ses drôles de dames     | 24 606 860 $ |
| 46 | 17 novembre 2000   | Le Grinch                          | 55 082 330 $ |
| 47 | 24 novembre 2000   | Le Grinch                          | 52 118 445 $ |
| 48 | 1er décembre 2000  | Le Grinch                          | 27 096 630 $ |
| 49 | 8 décembre 2000    | Le Grinch                          | 18 646 520 $ |
| 50 | 15 décembre 2000   | Ce que veulent les femmes          | 33 614 543 $ |
| 51 | 22 décembre 2000   | Seul au monde                      | 28 883 406 $ |
| 52 | 29 décembre 2000   | Seul au monde                      | 30 977 869 $ |